# Adobe Digital Editions
Adobe Digital Editions ist eine Software der Firma Adobe Inc. zum Betrachten von E-Books, die durch digitale Rechteverwaltung (DRM) vor unerlaubter Weitergabe geschützt sind. Die Software eignet sich zum Lesen und Verwalten elektronischer Bücher, Zeitungen und Magazine auf Geräten, die durch ein Identifikationsmerkmal (Adobe ID) dazu autorisiert sind.

## Dateiformate
Unterstützt werden die Dateiformate PDF, XHTML und EPUB (von der Version 4.0 an auch EPUB3). Bis Version 1.7 wurden Inhalte, die auf der Flash-Technologie basieren, ebenfalls unterstützt. Von der Version 2.0 an, die für Windows nicht mehr auf der Flash-Technologie aufbaut, können Flash-Inhalte nicht mehr aufgerufen werden. Digital Editions ist in der Lage, ACSM-Dateiformate (ACSM= Adobe Content Server Manager) zu öffnen, wie sie auf deutschen kommerziellen Plattformen wie Thalia, Libri und anderen zum Einsatz kommen. ACSM-Dateien enthalten Informationen über den Kopierschutz (DRM) und Downloadserver (Adobe Content Server), die es der Software ermöglichen, die geschützten Formate herunterzuladen.

## Digitale Rechteverwaltung
Die digitale Rechteverwaltung dient dazu, die Nutzung und Verbreitung digitaler Medien zu kontrollieren. Sie findet Einsatz bei E-Books, ist aber vor allem durch den Einsatz bei Musik, Film und Software bekannt. DRM ermöglicht es kommerziellen Anbietern, Lizenzen für die Nutzung der geschützten Werke zu verkaufen. Der Endanwender bezahlt damit für die Nutzungsrechte der Daten und nicht für die Daten selbst.
Für die in Adobe Digital Editions integrierte digitale Rechteverwaltung ADEPT DRM (ADEPT= Adobe Digital Editions Protection Technology) wurde im Februar 2009 eine Möglichkeit des Umgehens publiziert. Hierbei wurde nicht der Kopierschutz an sich geknackt, sondern lediglich der persönliche Schlüssel extrahiert. Mit diesem lassen sich dann alle mit diesem Schlüssel geschützten EPUB-Dateien vollständig entschlüsseln und ohne digitales Rechtemanagement neu abspeichern. Diese neuen Dateien unterliegen somit nicht mehr den Restriktionen der digitalen Rechteverwaltung. Eventuell vorhandene persönliche Identifizierungsdaten bleiben vorhanden.

## Verfügbarkeit
Die Software ist für die Betriebssysteme Microsoft Windows und macOS (Apple) kostenfrei verfügbar. Die ursprünglich angekündigte Version für Linux-Systeme ist hingegen nie erschienen und Adobe hat alle Berichte diesbezüglich entfernt. Es ist jedoch möglich, Adobe Digital Editions mittels Wine auch unter Linux zu betreiben. Mangels offizieller USB-Unterstützung in Wine sollte man einen E-Reader zunächst unter Windows oder macOS aktivieren, dann lassen sich DRM-geschützte E-Books auch unter Linux herunterladen und auf den Reader kopieren.

## Sicherheitsprobleme
Im Oktober 2013 erfolgte ein Hackerangriff auf Benutzerdatenbanken von Adobe, bei dem unter anderem Identifikationsdaten von Digital-Editions-Kunden entwendet wurden. Betroffene E-Mail-Adressen und deren Kennwörter wurden im Internet veröffentlicht.
Im Oktober 2014 wurde bekannt, dass die Version 4 der Software die Nutzung von E-Books überwacht und unverschlüsselt Informationen an Adobe sendet. Dies wurde vom Hersteller grundsätzlich bestätigt. Zu diesen Informationen zählt laut einem Bericht von Heise online und Digital Book World vom 8. Oktober 2014 die IP-Adresse, Kaufdatum, Downloaddatum, Autor, Titel und Dauer der Nutzung. Der Vorwurf, auch nicht von der Software selbst verwaltete E-Books auf Systemen der Nutzer auszulesen und an Adobe zu melden, wurde von Adobe zurückgewiesen. Auch gibt es keine Belege dafür, dass ältere Versionen der Software Benutzerdaten in ähnlicher Weise übermitteln. Version 2 ist nicht betroffen, für Version 3 hat Adobe zumindest die nutzungsrechtliche Möglichkeit einer Datenübertragung eingeräumt.